# 80 for Brady
80 for Brady (bra: 80 for Brady: Quatro Amigas e Uma Paixão) é um filme estadunidense de 2023, do gênero comédia de esportes, dirigido por Kyle Marvin a partir de um roteiro escrito por Sarah Haskins e Emily Halpern. O filme é estrelado por Lily Tomlin, Jane Fonda, Rita Moreno, Sally Field e Tom Brady.
"80 for Brady" foi lançado nos Estados Unidos em 3 de fevereiro de 2023, pela Paramount Pictures. A produção recebeu críticas mistas, e arrecadou US$ 40.3 milhões mundialmente.

## Sinopse
Quatro amigas fazem uma viagem para o Super Bowl de 2017 para assistir seu herói Tom Brady.

## Elenco
- Lily Tomlin como Lou
- Jane Fonda como Trish
- Rita Moreno como Maura
- Sally Field como Betty
- Tom Brady como ele mesmo
- Billy Porter como Gugu
- Rob Corddry como Pat
- Alex Moffat como Nat
- Guy Fieri como ele mesmo
- Harry Hamlin como Dan
- Bob Balaban como Mark
- Glynn Turman como Mickey
- Sara Gilbert como Sara
- Jimmy O. Yang como Tony
- Ron Funches como Chip
- Matt Lauria
- Sally Kirkland como Ida
- Alex Bentley como Matt Patrícia
- Patton Oswalt como "Peito"
- Retta como ela mesma
- Marc Rebillet

Os ex-companheiros de equipe de Brady no New England Patriots, Rob Gronkowski, Danny Amendola e Julian Edelman fazem aparições como eles mesmos.

## Produção
Foi anunciado em fevereiro de 2022 que Tom Brady, recentemente aposentado de sua carreira no futebol americano, produziria o filme 80 for Brady, a ser dirigido e coescrito por Kyle Marvin. Brady também iria coestrelar como ele mesmo ao lado de Lily Tomlin, Jane Fonda, Rita Moreno e Sally Field, com a Paramount Pictures adquirindo os direitos de distribuição. Em março, Sara Gilbert, Glynn Turman, Bob Balaban, Ron Funches, Jimmy O. Yang e Harry Hamlin foram adicionados ao elenco. Nesse mesmo mês, Brady disse que não estava se aposentando da NFL. Marvin disse que o anúncio era "certamente novidade para nós, então tivemos que nos adaptar".
As filmagens do filme começaram em março de 2022, com a produção recebendo um crédito fiscal para filmar na Califórnia. Em junho, as filmagens terminaram, com Billy Porter e Guy Fieri adicionados ao elenco. Em 14 de julho de 2022, Rob Gronkowski, Danny Amendola e Julian Edelman se juntaram ao filme.

## Música
A trilha sonora do filme foi composta por John Debney.
Gonna Be You, canção escrita por Diane Warren, interpretada por Gloria Estefan, Cyndi Lauper, Dolly Parton, Belinda Carlisle & Debbie Harry foi lançado em 20 de janeiro de 2023. O videoclipe oficial mostra Parton, Carlisle, Lauper e Estefan se apresentando vestindo camisetas de futebol americano semelhantes às usadas pelas mulheres no filme, intercaladas com clipes do filme.

## Lançamento
80 para Brady foi lançado nos Estados Unidos em 3 de fevereiro de 2023, pela Paramount Pictures.